# Philibert Borie
Philibert Borie (1759 – 1832) è stato un medico e politico francese.  Fu sindaco di Parigi ad interim dal 7 al 13 luglio 1792 quando venne sospeso dall'incarico Pétion.

## Biografia
Professore di fisiologia e poi di patologia alla Facoltà di medicina alla Sorbona, venne eletto alla Comune di Parigi e divenne officier municipal nel 1791 e nel 1792.
Fu anche medico all'Hôtel-Dieu de Paris.

## Opere
- An causa partus ex uteri fibrarum explicatione non ultra producenda pendeat ? (Praes. Antonio Petro Demours. Cand. Philiberto Borie), Paris, 1785, In-4 °, 4 pages.
- An choreae nocturnae sanitati nocivae ? (Praes. Ludovico Gilberto Boyrot de Joncheres. Cand. Philiberto Borie), Paris, 1785, In-4 °, 4 pages.
- An ad extrahendum calculum difsecanda vesica ? (Praes. Petro Maria Maloet. Cand. Philiberto Borie), Paris, 1786, In-4 °, 4 pages.
- An in calvariae percussionibus cranii perterebratio, eo licet illaeso, quandoque sit celebranda ? (Praes. Petro Maria Maloet. Cand. Philiberto Borie), Paris, 1786, In-4 °, 4 pages.
- Municipalité de Paris. Rapport du Comité de recherches sur l'affaire de La Chapelle, lu au Conseil général de la Commune, le 11 février 1791, par M. Borie,Paris, Lottin aîné et J.-R. Lottin, 1791, In-8° , 14 pages.